# Stari Slankamen
Stari Slankamen (srpski: Сланкамен/Стари Сланкамен, mađarski: Szalánkemén, u st. mađ. izvorima i Zalánkemén i Sztari Szlankamen; tur. Salankamen) je selo u Srijemu, u Vojvodini, Srbija.

## Zemljopisni položaj
Nalazi se na 45° 9' sjeverne zemljopisne širine i 20°15' istočne zemljopisne dužine.

## Upravna podjela
Nalazi se u općini Inđija, u Srijemskom okrugu.

## Povijest
U željeznom dobu, na mjestu Starog Slankamena je živjelo keltsko pleme Skordisci.

U 1. st. pr. Kr., dolaze Rimljani na ovo područje i osnivaju naselje kojemu daju ime Acumincum.
Slaveni se naseljavaju u ovom području u 6 .stoljeću.

Staroslavenski grobovi koje se našlo na području Starog Slankamena su datirani u 6. i 7. stoljeće.

U srednjem vijeku, Slankamen je bio utvrđeni grad, i 1072. ga se spominje kao Castrum Zalankemen. 

U Slankamenu se 1325. godine spominje javna bolnica u pismu pape Ivana XXII. kaločkom nadbiskupu.

Od 1451., u vlasništvu je Hunyadia, a od 1498. Ivaniša Korvina.
1691. je u bitci kod Slankamena, poginuo jedan od posljednjih Zrinskih, Adam Zrinski, sin Nikole Zrinskog.
1783., osnovano je selo Novi Slankamen u neposrednoj blizini Starog Slankamena.
Kada je Srijem došao u jugoslavensku zajednicu, antihrvatski nastrojene srpske vlasti su počele s mjerama kojima je bio cilj rashrvatiti i posrbiti Srijem, koji je, u 101 mjestu imao hrvatsku većinu. To je osobito bilo izraženo za "prijelomnih" godina, rata i poraća, "hrvatskog proljeća", a Stari Slankamen je pratio sudbinu ostalih Hrvata u Srijemu.

Za vrijeme srpske agresije na Hrvatsku, temeljitost i rafiniranost čišćenja je bila dovedena do vrhunca. Psihološko nasilje nad Hrvatima se sprovodilo putem prijetnja, zastrašivanja, kasnonoćnih poziva, odvođenja na "informativne razgovore, a nakon početka izvršenja zamjena nekretnina, slankamenski Hrvati su bili izloženi situacijama u kojima im je imovina otuđivana i/ili prisilno "posuđivana" od njih, i nikad nije vraćena, a za povrat se nije smjelo uopće usuditi pitati.

Svi Hrvati, koji su bili prisiljeni odseliti se, morali su napraviti ugovore o zamjeni nekretnina sa Srbima koji su dolazili u Slankamen dolazili. Ugovori su bili sastavljeni tako da se ne može iz tih ugovora iščitati prisila.

## Stanovništvo
- 1961.: 778
- 1971.: 756
- 1981.: 638
- 1991.: 575
- 2002.: 674

Prije srpske agresije na Hrvatsku, u Starom Slankamenu je živjelo 38,78% Hrvata.  Arhivirana inačica izvorne stranice od 16. ožujka 2008. (Wayback Machine).

Po stanju od popisa 2002., od 674 stanovnika, 485 su Srbi. 

### Poznate osobe
- János Kakas de Zalánkemén, mađarski pisac iz 17. stoljeća, koji je 1602. objavio svoju putopisnu knjigu o putu do Perzije
- barun Gyula Wlassics de Zalánkemén (1852. – 1937.), mađarski pravnik, akademik i ministar obrazovanja

## Manifestacije
- Pudarski dani/Budarskie dni, manifestacija Slovaka (MZ Slankamenački Vinogradi)

## Vanjske poveznice
- "Hrvatska riječ"[neaktivna poveznica] Ono što nije zapisano, nije se ni dogodilo
- Stari Slankamen  Arhivirana inačica izvorne stranice od 30. listopada 2007. (Wayback Machine)
- Stari Slankamen na multimap.com